# Acraea confusa
Acraea confusa är en fjärilsart som beskrevs av Alois Friedrich Rogenhofer 1891. Acraea confusa ingår i släktet Acraea och familjen praktfjärilar. Inga underarter finns listade i Catalogue of Life.